# Jevgenija Simonovna Linecka
Jevgenija Simonovna Linecka [jevgénija símonovna linécka] (rusko Евге́ния Си́моновна Лине́цкая), rusko-izraelska tenisačica, * 30. november 1986, Moskva, Rusija.
Linecka tekmuje za Izrael.